# Swanville (Minnesota)
Swanville – miasto w Stanach Zjednoczonych, w stanie Minnesota, w hrabstwie Morrison.